# Мстислав Давыдович (князь смоленский)
Мстислав (в крещении Федор; около 1163/1168 или 1193 — 1230) — князь Смоленский (1219—1230). Сын Давыда Ростиславича Смоленского.

## Мстислав старший и Мстислав младший
У Давыда Ростиславича было два сына по имени Мстислав. Старший из них был вышгородским князем и умер в мае 1187 года.
Один из Мстиславов участвовал в походе Всеволода Большое Гнездо против волжских булгар в 1183 году.

## Мстислав смоленский и Мстислав северский
Датой рождения младшего Мстислава на основании Ипатьевской летописи считается 1193 год, но часть исследователей считают, что в летописном известии речь идёт о сыне Давыда Ольговича, будущем новгород-северском князе, упомянутом в Любецком синодике. В Новгородской летописи изгнание Мстислава Давыдовича из Новгорода стоит без указания точной даты, но среди событий осени 1187 года, и Келембет С. Н. считает, что это произошло именно осенью 1187 года. И поскольку Мстислав Давыдович старший умер в мае 1187 года, то исследователь делает вывод, что Мстислав Давыдович младший не мог родиться в 1193 году.

## Биография
В 1207 году участвовал в походе на литву вместе с Владимиром Рюриковичем, Романом Борисовичем, братьями Константином и Ростиславом, а в 1217 году разбил литовцев, разорявших окрестности Полоцка. Считается, что в 1219 году по смерти в Овруче Ростислава Рюриковича его брат Владимир перешёл из Смоленска в Овруч, а Мстислав Давыдович стал смоленским князем. В 1223 году смоленские войска участвовали в битве на Калке, однако, Мстислав Давыдович в связи со съездом князей в Киеве и в связи с самим походом не упоминается. Русско-половецкие войска были разгромлены. В 1225 году северные земли Смоленского княжества защищал Ярослав Всеволодович Переяславский с новгородскими и владимирскими войсками (в битве под Усвятом погиб двоюродный брат Мстислава Давыд Мстиславич Торопецкий).
К княжению Мстислава Давыдовича относится заключение торгового договора Смоленска с Ригой и Готландом.
Через 2 года после смерти Мстислава Смоленск захватил его старший двоюродный племянник Святослав Мстиславич, при помощи полоцких войск.

## Семья и дети
Жена — неизвестна.
Дети:
- Ростислав (ум. после 1240) — князь Смоленский.